# Предпорядок
Предпоря́док (квазипоря́док) — бинарное отношение на множестве, обладающее свойствами рефлексивности и транзитивности. Обычно это отношение обозначается {\displaystyle \preccurlyeq }, тогда аксиомы предпорядка на множестве {\displaystyle M} принимают вид:
{\displaystyle \forall a\in M\colon a\preccurlyeq a},
{\displaystyle \forall a,b,c\in M\colon (a\preccurlyeq b\land b\preccurlyeq c)\Rightarrow (a\preccurlyeq c)}.
Линейный предпорядок — предпорядок на множестве, для которого любые два элемента множества сравнимы:
{\displaystyle \forall a,b\in X\colon (a\preccurlyeq b)\lor (b\preccurlyeq a)}.

## Теория категорий
Категория {\displaystyle {\mathcal {P}}} называется предпорядком, если для любых двух объектов {\displaystyle a,b\in Ob{\mathcal {P}}} существует не более одного морфизма {\displaystyle f\colon a\to b}. Если {\displaystyle {\mathcal {P}}} — малая категория, то на множестве её объектов можно задать отношение предпорядка по следующему правилу:
{\displaystyle a\preccurlyeq b\iff \exists f\colon a\to b}.
Из аксиом категории следует, что такое отношение будет рефлексивным и транзитивным. Предпорядок — абстрактная категория, то есть его в общем случае нельзя представить как категорию некоторых множеств с заданной структурой и отображениями, сохраняющими эту структуру. Также предпорядок — скелетная категория.
Если малая категория {\displaystyle {\mathcal {C}}} полна в малом, то она является предпорядком, причём каждое малое множество его элементов имеет наибольшую нижнюю грань. Произведение набора (множества, класса) объектов предпорядка — это наибольшая нижняя грань для этого набора. Копроизведение набора объектов — это его наименьшая верхняя грань. Начальный объект {\displaystyle 0} в предпорядке {\displaystyle {\mathcal {P}}}, если он существует, — это его наименьший объект, так что {\displaystyle \forall a\in {\mathcal {P}}\colon 0\preccurlyeq a}. Аналогично, терминальный объект предпорядка — это наибольший объект в нём.
Объектами категории предпорядков (обозначаемой обычно {\displaystyle \mathbf {Preord} }) являются предпорядки (в смысле категорий), в частности, множества, на которых задано отношение предпорядка. Морфизмы в этой категории — отображения множеств, сохраняющие отношение предпорядка, то есть монотонные отображения. Подкатегория малых предпорядков {\displaystyle \mathbf {Preord} _{S}} — конкретная категория, наделённая очевидным унивалентным забывающим функтором:
{\displaystyle U\colon \mathbf {Preord} _{S}\to \mathbf {Set} },
сопоставляющим каждому малому предпорядку множество его объектов, а каждому морфизму — монотонное отображение соответствующих множеств. Этот функтор создаёт пределы в {\displaystyle \mathbf {Preord} }. Таким образом, аналогично {\displaystyle \mathbf {Set} }, начальным объектом в {\displaystyle \mathbf {Preord} } является пустое множество, терминальным объектом — множество из одного элемента, произведением объектов — прямое произведение соответствующих множеств с покомпонентным сравнением.